# Neue Zürcher Zeitung
Neue Zürcher Zeitung o NZZ és un diari en llengua alemanya a Suïssa, editat a Zúric. Va ser fundat el 1780.

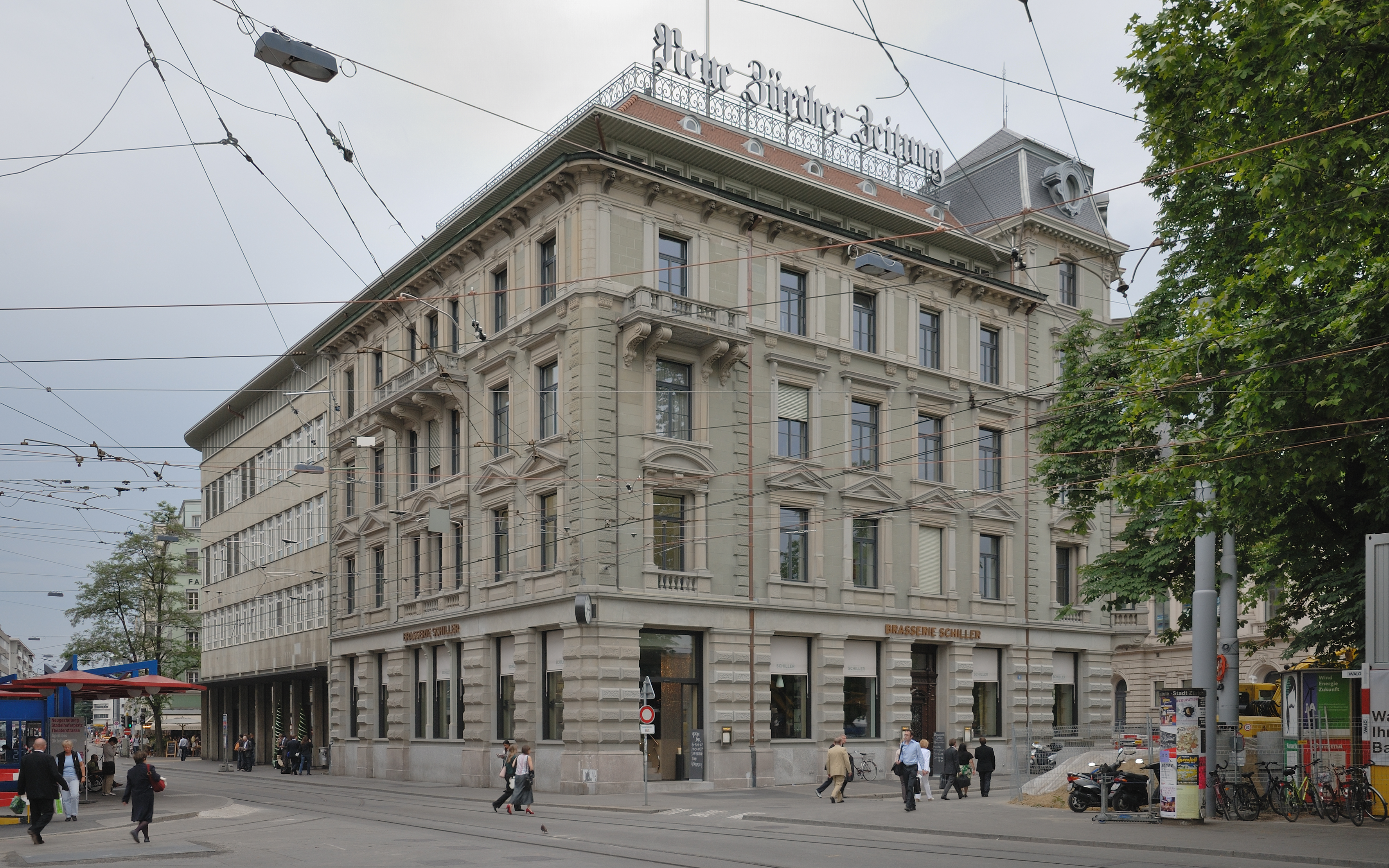
Seu del grup editorial

Junts amb el setmanari alemany Die Zeit, el 1979 va rebre el Premi Erasmus «per la seva contribució exemplar a la formació de l'opinió pública a Europa amb independència i un alt nivell periodístic».
La seva actitud vers Catalunya, de tant en tant va ser subjecte de polèmica com sembla que reprodueix principalment la doctrina del govern central espanyol i de les publicacions en castellà.